# Tsukamoto Akitake
Tsukamoto Akitake (塚本明毅?, Akitake Tsukamoto; 1833 – 1885) è stato un geografo giapponese.
Fu lui a caldeggiare l'adozione da parte del Giappone del calendario gregoriano in sostituzione del calendario lunisolare. Accettando la sua proposta, il governo giapponese decise di adottare il calendario gregoriano a partire dal 1º gennaio 1873.
Gli è stato dedicato l'asteroide 9256 Tsukamoto.